# Instituto Universitario de Enfermedades Tropicales y Salud Pública de Canarias
El Instituto Universitario de Enfermedades Tropicales y Salud Pública de Canarias es una institución multidisciplinar dependiente de la Universidad de La Laguna (ULL), integrada por profesores, investigadores y profesionales relacionados con el ámbito de la Salud Pública y la Biotecnología, y cuya función principal es la investigación, el desarrollo y la innovación en estos campos.
Por el decreto 59/2013, de 16 de mayo, se le ha concedido la Medalla de Oro de Canarias al Instituto Universitario de Enfermedades Tropicales y de Salud Pública de Canarias.

## Historia

### Inicios
El Instituto Universitario de Enfermedades Tropicales y de Salud Pública de Canarias se crea a partir del Decreto 53/2001, de acuerdo con el Art. 10.1 de la Ley Orgánica 1/1983, del 25 de agosto, de Reforma Universitaria (LRU), que definía a los Institutos Universitarios como “Centros fundamentalmente dedicados a la investigación científica y técnica o a la creación artística, pudiendo realizar actividades docentes referidas a enseñanzas especializadas o cursos de doctorado y proporcionar el asesoramiento técnico en el ámbito de sus competencias”. La aprobación de la LOU (Ley 6/2001, de 21 de diciembre) ratifica los conceptos de la LRU si bien incorpora entre las funciones de los Institutos Universitarios la posibilidad de “organizar y desarrollar programas de doctorado”.
Inicialmente, comienza su actividad en unas instalaciones cedidas por la Universidad de la Laguna.

### Actualidad
En 2006 se traslada al nuevo edificio del Instituto, el cual se construye en unos solares cedidos por la Universidad de La Laguna, anexos a la Facultad de Farmacia y se financia gracias a las aportaciones del Cabildo de Tenerife. Cuenta con una edificación total de 1.842,83 metros cuadrados distribuidos en 3 plantas.

## Objetivos
Los fines y objetivos del Instituto Universitario de Enfermedades Tropicales y Salud Pública son:
1. Participar en el desarrollo de la investigación en materia de enfermedades tropicales, emergentes y ligadas a la pobreza, en Salud Pública e Internacional y en biotecnología, en bien de la investigación científica en general y de la proyección socioeconómica de la misma.
2. Promover la difusión del conocimiento acerca de las enfermedades tropicales, emergentes y ligadas a la pobreza, la salud pública e Internacional y la biotecnología, en Canarias y en otras regiones de interés, mediante la organización de cursos, seminarios, congresos nacionales e internacionales y cuantos otros medios de difusión sean oportunos.
3. Participar en la actividad correspondiente a programas de grado y postgrado.
4. Facilitar a noveles investigadores el acceso a la investigación.
5. Promover la formación continuada, la colaboración interdepartamental y el desarrollo del personal adscrito al Instituto.
6. Establecer relaciones y líneas de colaboración con otras instituciones, centros o empresas, públicas o privadas, por medio de la investigación, la formación o la prestación de servicios especializados, con el fin de hacer rentable social y económicamente el trabajo desarrollado en el Instituto.
7. Potenciar las relaciones científicas nacionales e internacionales, en el ámbito de la investigación de las enfermedades tropicales, emergentes y ligadas a la pobreza, la salud pública e internacional y la biotecnología.
8. Desarrollar un modelo de sostenibilidad que le permita al Instituto desarrollar su misión de forma eficaz y continuada en el tiempo, cumpliendo con los más altos niveles de calidad.

## Investigación

### Publicaciones[4]
- "Vacunas, un seguro de vida” (13 de junio de 2015)
- "Yo, de ciencia, ¡Ni idea!...¿O sí?" (26 de septiembre de 2015)
- "God save the prince" (10 de octubre de 2015)
- "Regreso a un nuevo futuro" (24 de octubre de 2015)
- "Lecciones de naturaleza" (7 de noviembre de 2015)
- "Un mar de vida" (21 de noviembre de 2015
- "Ese espía que hay en nosotros" (5 de diciembre de 2015)
- "Luces y ¡Acción!" (19 de diciembre de 2015)
- "Renovarse o morir" (9 de enero de 2016)
- "La dimensión del sonido" (23 de enero de 2016)
- “El reto de volar” (20 de febrero de 2016)
- “Viviendo al límite” (13 de marzo de 2016)
- “Enfermedades emergentes: La importancia de la ciencia y la investigación” (13 de febrero de 2016)
- “¡Qué viene el lobo!” (15 de mayo de 2016)
- “Ese ADN es mío” (27 de marzo de 2016)

- “Contra viento y marea” (26 de junio de 2016)

## Departamentos

### Parasitología
El grupo de Parasitología cuenta con la experiencia de ser pioneros en Canarias en el estudio de las enfermedades tropicales. Centros públicos y privados han sido y son asesorados por los miembros del IUETSPC ante casos de dudosa procedencia dando respuesta y solución a los mismos.
En al área de Parasitología está formado por los siguientes grupos de Investigación:
- Inmunología y Biología molecular de parásitos.
- Faunística y Epidemiología de parásitos.
- Terapia antiparasitaria.
- Control de Calidad biológico de las Aguas.
- Aerobiología: Gérmenes aerotransportados.
- Amebas de vida libre.
- Entomología.

### Genética
- Genética Humana Molecular: Dentro de esta línea de investigación se mantienen tres frentes. El primero de ellos tiene que ver con la determinación del papel de las taquicininas presentes en células inmunes en el desarrollo del asma, estudiando para ello su expresión, regulación y los mecanismos de señalización. El segundo objetivo es el análisis molecular de genes candidatos con posible participación en el desarrollo y progresión de tumores uterinos. El tercero está centrado en el efecto neuroprotector del estradiol, DHA y etanol frente a la enfermedad de Alzheimer, estudiándose a nivel genético la movilización del sistema de defensa antioxidante de la célula, rutas del metabolismo lipídico y ciertas vías de señalización intracelular.
- Biodiversidad y Evolución Molecular: Dentro de esta línea de investigación se aborda el estudio y cuantificación de la variabilidad genética en poblaciones naturales mediante el uso de marcadores moleculares neutrales, el análisis de las relaciones entre individuos, la identificación de los patrones de divergencia entre poblaciones y el establecimiento de las fronteras entre especies.[6]

### Ecología
El área de Ecología está formada por los siguientes grupos de investigación:
- Biogeografía.
- Ecología de comunidades, insular y terrestre.

### Tecnología farmacéutica
Los objetivos que deben cumplir la farmacia como ciencia y la farmacia como profesión deben ser los mismos que los de cualquier personal sanitario:
– Prevención y curación de la enfermedad
– Mantenimiento de la salud del individuo y de la Población. 
Nos diferenciamos:
– Médico: Prevenc
curación mediante auscultación del enfermo, diagnóstico e indicaciones.
– Veterinario: Lo mismo pero en animales. Además previenen las epidemias y en alimentación determinan la calidad del animal.
– Enfermera: Cuida al enfermo
– Farmacéutico: la vía por la que los Farmacéuticos cumplen los objetivos es a través del medicamento. 
El farmacéutico por un lado tiene una actividad elaborativa del medicamento, por tanto tecnológica, pero también tiene una actividad asistencia, dispensación, aconsejar, seguimiento, farmacovigilancia, etc. 
Farmacia: ciencia del medicamento

## Estructura

### Director
Actualmente el director del Instituto Universitario de Enfermedades Tropicales y Salud Pública de Canarias es Jacob Lorenzo Morales, científico y profesor titular de Parasitología de la Universidad de La Laguna.

### Instalaciones
El edificio que alberga el instituto, en el campus de Anchieta, está financiado por el Cabildo de Tenerife. “Es un inmueble sencillo pero muy bien dotado”, declaró Valladares, el director del  Instituto Universitario de Enfermedades Tropicales y Salud Pública en la lectura de la memoria académica de los últimos cinco años. Está compuesto por los servicios de parasitología, ecología y genética y en este último período se ha ampliado a dos más, virología y tecnología farmacéutica.

## Servicios
Entre los servicios que ofrece el Instituto, destacan:

### Para las personas y empresas
- Cursos de formación especializada y de actuación en Enfermedades Tropicales.
- Información y asesoría nacional e internacional en Enfermedades Tropicales y Salud Pública de Canarias.
- Evitar el contagio y/o infección de enfermedades tropicales de quienes viajen a lugares donde éstas son endémicas.
- Información social sobre las Enfermedades Tropicales y sus riesgos.
- Al ser pioneros en Enfermedades Tropicales, podemos ofrecer asesoramiento sobre este tipo de enfermedades. El Grupo tiene una relación estable con la Red Nacional de Centros de Enfermedades Tropicales (RICET).
- Facilitar el flujo de información y cooperación para promover el desarrollo en la investigación.
- En Centros Hospitalarios Privados, asesoramiento y diagnóstico para la detección e identificación de parásitos intestinales.
- Asesoramiento y diagnóstico confirmativo de presencia de afecciones parasitarias en pacientes de la Red Pública Sanitaria.
- Servicio Diagnóstico de SARS-Cov2 (PCR)
- Desarrollo de la “medicina personalizada”, con la selección de fármacos y dosis adecuada a cada paciente (Farmacogenética) mediante la detección de variantes genéticas relacionadas con enfermedades.
- La síntesis de antígenos y conocer la procedencia del patógeno causante de la infección.
- La síntesis de anticuerpos específicos para hacer frente a la misma una vez sabida su naturaleza.
- Producción de proteínas recombinantes en gran escala con fines terapéuticos, alimenticios...

### Estudio del estado sanitario de animales silvestres y en cautividad
- Estudio, seguimiento y diagnóstico de las enfermedades parasitarias que inciden en las explotaciones ganaderas.
- En Acuicultura, exámenes histopatológicos para la identificación de helmintos y nemátodos (Anisakis sp) en especies cultivadas.
- En Clínicas Veterinarias, Zoológicos, Centros de Recogida de Animales abandonados, asesoramiento y diagnóstico para la detección e identificación de parásitos intestinales.
- Programas de seguimiento y estudio de la incidencia de parasitosis en especies silvestres y/o en cautividad con especial interés en aquellas especies con un grado de protección alto dada su endemicidad y/o amenaza de extinción (Lagartarios). Consejería de Medio Ambiente.
- Detección y análisis de la variabilidad genética en poblaciones. Estudio de sus causas.
- Realización de análisis genéticos de diferentes especies para asegurar su status taxonómico, mediante el análisis de los marcadores moleculares.
- En Acuicultura, caracterización y manejo de stocks reproductores, asignación de parentesco. La transferencia de estas herramientas a las empresas del sector permiten la domesticación racional de las especies piscícolas cultivables, así como la optimización de sus recursos genéticos.
- Diseño de programas de cruces en especies y poblaciones amenazadas y/o en cautividad para su conservación. Conocer la similitud entre los individuos y las poblaciones es de gran utilidad en los programas de mejoramiento genético, pues permite, la selección adecuada de los genotipos para el desarrollo de una población mejorada.
- Análisis genético de los individuos en edad reproductora, de forma tal que sea posible saber qué individuos pueden ser cruzados para asegurar la supervivencia de la especie y mantener la variabilidad genética.

### Análisis de aguas
- Análisis de muestras de aguas de regadío y evitar el riego con agua contaminada.
- Elaboración de estudios epidemiológicos con el fin de establecer una relación entre la aparición de diarreas en determinado sector de la población y el tipo de agente microbiológico causante de las mismas.
- Consejería de Sanidad. Elaboración de un mapa de riesgos microbiológicos en aguas de abasto en la isla de Tenerife. Detección y seguimiento de puntos críticos en la red de agua de abasto.
- Análisis microbiológico de piscinas en el sector Hotelero y Parques Acuáticos.
- Análisis de aguas de galerías.

### Caracterización molecular de variedades de vid
La caracterización a nivel molecular se ha convertido en un paso ineludible para cumplir con los requisitos de la Orden APA/1281/2005 de 28 de abril, por la que se actualiza el Anexo V, clasificación de las variedades de vid, del Real Decreto 1472/2000 de 43 de agosto por el que se regula el potencial de producción vitícola.
En este sentido, el grupo de investigaicón Genética Molecular y Biodiversidad ha puesto a punto técnicas de caracterización molecular de variedades de vid mediante el uso de microsatélites, utilizando una batería de 11 microsatélites altamente polimórficos que incluye a los 6 recomendados por el Consorcio Europeo (GenRES 081) para la caracterización molecular de variedades de vid.